# Сара Груен
Сара Ґруен (англ. Sara Gruen, Ванкувер, 1969) — письменниця з подвійним канадським та американським громадянством. У її книгах часто йдеться про тварин. Сара Ґруен підтримує численні благодійні організації, які захищають тварин та дику природу.

## Дитинство та освіта
Ґруен народилася у Ванкувері, Британська Колумбія. Вона виросла в Лондоні, Онтаріо та навчалася у Карлтонському університеті в Оттаві, де вивчала англійську літературу. Після закінчення університету вона залишилася в Онтаріо, де прожила 10 років.

## Письменницька кар'єра
Ґруен переїхала до Сполучених штатів з Оттави у 1999 році, щоб працювати технічним автором. Коли через два роки її звільнили, Сара вирішила спробувати писати художню літературу. Ґруен любить тварин; в її першому романі «Уроки їзди верхи» та другому романі «Зміни в польоті» розповідається про коней. В той час книги Сари публікувалися видавництвом Avon Books, але коли вони відмовилися публікувати третю книгу Ґруен, циркову драму 1930-х «Води слонам», їй довелося шукати інше видавництво. Згодом ця книга стала бестселером Нью-Йорк Таймс. Книгу перекладено 44 мовами, а у 2011 році вийшла екранізація книги з Різ Візерспун, Крістофом Вальцом та Робертом Паттінсоном у головних ролях. Четвертий роман «Будинок мавп» розповідає історію мавпи бонобо, та був куплений видавництвом Spiegel & Grau на основі 12-сторінкового конспекту. «Води слонам» та «Будинок мавп» опубліковані видавництвом Two Roads Books.
Серед нагород Ґруен 2007 Book Sense Book of the Year Award, Cosmo Fun Fearless Fiction Award, Bookbrowse Diamond Award for Most Popular Book, Friends of American Literature Adult Fiction Award та ALA/Alex Award 2007.

## Особисте життя
Ґруен мешкає в Північній Кароліні разом зі своїм чоловіком, трьома синами та сімома домашніми улюбленцями.

## Твори
- 2004 - Riding Lessons
- 2005 - Flying Changes
- 2006 - Water for Elephants
- 2010 - Ape House
- 2015 - At the water's edge

## Переклади українською
- Сара Груен. «Води слонам»/ Пер. з англ. Анастасії Копівської. — Київ: «Фабула», 2020. — 352 с.